# Костин, Эмиль Давыдович
Эмиль Давыдович Костин (13 января 1931 — 11 апреля 2014) — профессор, доктор медицинских наук, врач высшей категории.

## Биография
Окончил военно-морской факультет Первого ленинградского медицинского института. Служил врачом военно-морской части и специализировался по хирургии. Одним из первых в стране стал заниматься вопросами анестезиологии и реаниматологии. Защитил кандидатскую диссертацию по этой теме. В числе первых в стране стал изучать проблемы патологии в акушерстве, специализируясь в анестезиологии и реаниматологии. Затем посвятил многие годы вопросам реанимации и интенсивной терапии новорожденных. Этому посвящена докторская диссертация, которая положительна оценена ВАК СССР. Значительный период времени был научным сотрудником клиники госпитальной хирургии Военно-медицинской академии, занимался вопросами торакальной хирургии. Преподавал на кафедре факультетской терапии и в институте антибиотиков и ферментов. В последние годы работал на кафедре психофизиологии и клинической психологии университета. Одновременно в университете культуры читал курс лекций по сексологии студентам старших курсов. Почётный донор СССР. Является почитателем русской вокальной классики. Читал лекции по истории русской музыкальной культуры XVIII—XX вв.
Автор 283 печатных работ и 10 монографий. Участвовал в редактировании 12 монографий. Является руководителем 12 кандидатских и 3 докторских диссертаций.

## Профессиональная деятельность
С 1955 года начал осваивать различные методы анестезии и реанимации.
В 1957 году выступил на конференции с докладом о клиническом применении курареподобных средств в анестезиологии.
Впервые в послевоенные годы разрабатывал перидуральное обезболивание при абдоминальных операциях. Сопротивление сторонников эндотрахеального наркоза по отношению к перидуральной анестезии в те годы было критическим.
Впервые предложил методы обезболивания абдоминальных операций больных старше 60 лет.
Впервые в России начал изучать нарушения электролитного обмена у хирургических больных.
Участвовал в разработке новых местных анестезирующих средств.
Разрабатывал методы интенсивной терапии больных при отравлении снотворными.
Начал разрабатывать анестезиологическую и реаниматологическую помощь в акушерстве.
Впервые в стране начал применять эндотрахеальный наркоз при кесарском сечении.
Осуществлял реанимационную помощь при массивной кровопотере в родах.
Участвовал в разработке первой в России аппаратной искусственной вентиляции лёгких новорожденных на элементах пневмоавтоматики.
Разработал и осуществил впервые в России гипербарическую оксигенацию новорожденных — при дыхательной недостаточности.
Впервые для интенсивной терапии новорожденных с дыхательной недостаточностью стал применять инфузионную терапию чрезпупочным способом.
Впервые в России доказал несомненные преимущества чрезпупочной инфузионной терапии при лечении новорожденных с гемолитической болезнью по сравнению с операцией замещения крови.
Впервые осуществил парентеральное питание новорожденных с дыхательной недостаточностью чрезпупочной инфузией.
Разработал различные методы общего обезболивания гинекологических операций у женщин с тяжёлой сопутствующей патологией.
Разрабатывал методы лечения больных с острой и хронической почечной недостаточностью с применением гемодиализа.
Впервые начал разработку методов лечения больных с септическим шоком, приведшим к острой почечной недостаточности.
Участвовал в разработке различных способов обезболивания при выполнении медицинских абортов.
Участвовал в разработке антибиотикотерапии больных с острой почечной недостаточностью.
Разрабатывал методы применения гелиокислородных смесей при искусственной вентиляции лёгких новорожденных и хирургических больных.
Разработал организацию отделений интенсивной терапии новорожденных (перинатальных центров).
Участвовал в обезболивании и в послеоперационной интенсивной терапии
больных, перенесших торакальные операции, в частности, пневмонэктомии.
Разработал методы слежения за функциональными нарушениями хирургических больных при гипербарической оксигенации.
Разработал аппаратуру и применил на практике методы исследования осмолярности крови и мочи при инфузионной терапии хирургических больных.
Разработал новые технические требования и аппаратуру искусственной почки в оценке физико-химических сторон гемодиализа у больных с хронической почечной недостаточностью.
Разработал способы фибробронхоскопии под наркозом с инжекционной искусственной вентиляцией лёгких в амбулаторных условиях и с санацией трахеобронхиального дерева.
Разработал методы гипербарической оксигенации в лечении больных с острыми гнойными деструктивными заболеваниями лёгких и плевры.
Участвовал в разработке аппарата для реинфузии крови при хирургических операциях.
Участвовал в первых в России операциях по трансплантации трупной почки человеку.
Участвовал в разработке способов иммобилизации фермента стрептазы декстраном (стрептодеказы) для гипокоагуляции крови (авторское свидетельство).
Разработал методы обработки пищи ферментами для зондового энтерального питания хирургических больных («искусственная кишка») (авторское свидетельство).
Разрабатывал применение противовирусных препаратов полиеновой природы для лечения больных вирусным гриппом.
Разработал экспериментальную модель хронического панкреатита.
Разработал методы профилактики алкоголизма и наркомании в студенческой среде.
Разработал неотложную помощь при острых терапевтических заболеваниях.

## Список печатных работ
- Септический шок/ М. И. Лыткин, Э. Д. Костин, А. Л. Костюченко, И. М. Терешин. -Ленинград: «Медицина», 1980.
- Анестезия и реанимация новорожденных/ В. А. Михельсон, Э. Д. Костин, Л. Е. Цыпин. -Ленинград: «Медицина», 1980.
- Методы реанимации и интенсивной терапии новорожденных/ Э. Д. Костин, Д. А. Ходов. -Ташкент: «Медицина», 1989.
- Энтеральное искусственное питание в интенсивной медицине/ А. Л. Костюченко, Э. Д. Костин, А. А. Курыгин. -Санкт-Петербург: «Специальная литература», 1996.
- Неотложная помощь при острых терапевтических заболеваниях/ В. Ю. Шанин, Э. Д. Костин, С. Я. Батасов. -Санкт-Петербург: «ЭЛБИ-СПб», 2003.
- Всё о сексе. Энциклопедия сексуальных отношений/ Э. Д. Костин, В. М. Литвинский, Т. А. Огородникова. -Москва: «Центрполиграф», 2009.
- Высказывания известных людей о взаимоотношениях мужчин и женщин/Э. Д. Костин ,А. В. Волкова. -Санкт-Петербург: «Человек», 2009.
- Алкоголизм: традиция и трагедия/Э.Д Костин, В. В. Семенова. — Санкт-Петербург: «Человек», 2011.
- Факты, закономерности и варианты совместимости/Э. Д. Костин, В. В. Семенова. -Москва: «Центрполиграф», 2012.
- Понимание и взаимопонимание. Высказывания известных людей/Э. Д. Костин, В. В. Семенова. — Санкт-Петербург: «Человек», 2012.